# Como (Teksas)
Como – miasto w Stanach Zjednoczonych, w stanie Teksas, w hrabstwie Hopkins.